# 라이스에클스 스타디움
라이스에클스 스타디움(Rice-Eccles Stadium)은 미국의 다목적 경기장이다. 유타주 솔트레이크시티에 위치하고 있으며 과거 MLS 레알 솔트레이크의 홈 경기장으로 사용되었다. 2002년 솔트레이크시티 동계 올림픽 개막식, 폐막식이 이 곳에서 열렸다.